# Park Narodowy Exmoor
Exmoor National Park – park narodowy w Wielkiej Brytanii, w Anglii, położony w hrabstwach Somerset i Devon. Utworzony został w 1954 roku. Jego powierzchnia wynosi 692,8 km².

## Położenie
Park Narodowy położony jest na terenie wyżyny Exmoor, nad Kanałem Bristolskim. 71% jego powierzchni znajduje się w hrabstwie Somerset a pozostałe 29% w hrabstwie Devon. Park znajduje się na zachód od autostrady M5 w odległości 40 km od Exeteru i 20 km od Taunton. Największymi ośrodkami położonymi na terenie parku są Lynton and Lynmouth, stanowiące jeden organizm miejski.

## Geografia
Park narodowy obejmuje 55 km linii brzegowej, głównie klifów, najwyższych w Wielkiej Brytanii: Hangman – 318 m n.p.m., Culbone Hill – 314 m n.p.m.). Przez park przepływają obie odnogi rzeki Lyn. Najwyższym wzniesieniem jest Dunkery Hill.

## Historia
Zanim teren proklamowano parkiem narodowym, miał status royal forest – był terenem łowieckim dla arystokracji i osób z otoczenia króla. Był jednym z wcześniej utworzonych parków, swoją działalność rozpoczął w r. 1954.

## Turystyka
Exmoor jest obszarem turystycznym. Poza wrzosowiskami, klifami i innymi ciekawymi obiektami przyrodniczymi, na jego terenie znajduje się wiele zabytków i interesujących obiektów będących efektem działalności człowieka. Turystyka daje zatrudnienie ponad 3000 osobom – mieszkańcom obszaru parku. Przez park przebiega szlak turystyczny South West Coast Path, a łączna długość dróg i ścieżek wynosi 1200 km.